# Thập xỉ hoa
Dipentodon là danh pháp khoa học của một chi thực vật hạt kín trong họ Dipentodontaceae (trước đây thường xếp trong họ Mùng quân). Hiện tại nó được coi là chỉ chứa 1 loài duy nhất Dipentodon sinicus Dunn, 1911 (mặc dù cơ sở dữ liệu của IPNI còn liệt kê loài thứ hai là Dipentodon longipedicellatus C.Y.Cheng & J.S.Liu, 1991).
Thập xỉ hoa hay Đi pen tô (danh pháp hai phần: Dipentodon sinicus) là loài cây gỗ nhỏ có lá sớm rụng, bản địa của khu vực Hoa Nam, Myanma, miền bắc Ấn Độ và miền bắc Việt Nam. Nó được nghiên cứu khá ít ỏi và vì thế cho tới nay các mối quan hệ của nó vẫn còn mờ mịt.

## Miêu tả
Dipentodon sinicus là loài cây gỗ nhỏ có lá sớm rụng. Các lá đơn có lá kèm, mọc so le và có mép lá khía răng cưa. Cụm hoa không cố định về hình dạng, nhưng thường là xim hoa dạng tán ngắn, chứa 25 tới 30 hoa nhỏ. Hoa đối xứng tỏa tia và có màu lục ánh vàng. Các lá đài và cánh hoa chỉ hơi khác biệt một chút, số lượng thường với 5, hiếm khi tới 7, mọc tự do hoặc chỉ hợp lại ở cuống. Ống hoa hình chén (đế hoa) rất ngắn  hoặc nếu khác đi thì bầu nhụy thượng. Đĩa mật hoa nằm bên trong các nhị. Các nhị mọc đối so với các lá đài. Bầu nhụy bao gồm 3 lá noãn hợp sinh với 2 noãn trên mỗi lá noãn. Bầu nhụy là 1 ngăn, nhưng một phần là 3 ngăn tại đế của nó. Quả là quả nang dạng hạch chứa 1 hạt.

## Lịch sử phân loại
Chi Dipentodon được Stephen Troyte Dunn đặt tên và miêu tả lần đầu tiên và năm 1911 trong cái mà ngày nay người ta gọi là Kew Bulletin (Tập san Kew). Vào thời kỳ đó, Dunn đã viết:
| “ | The name Dipentodon, proposed for it, refers to the most remarkable character possessed by the flowers in the exact similarity of the calyx teeth and petals (if I rightly call them so) and their insertion so nearly in one whorl that the appearance is given of a ten-toothed perianth (Tên gọi Dipentodon, được đề xuất cho nó, là nói tới đặc trưng đáng chú ý nhất mà các hoa có trong sự tương tự chính xác của các răng đài hoa và các cánh hoa (nếu tôi gọi chúng chính xác như vậy) và sự gài vào của chúng quá gần thành một vòng tới mức bề ngoài giống như một bao hoa mười răng). | ” |

Chi Dipentodon được Elmer Drew Merrill đặt trong họ của chính nó vào năm 1941, nhưng việc sắp xếp như vậy nói chung ít được công nhận. Thay vì thế, phần lớn các nhà thực vật học xếp Dipentodon vào trong họ được định nghĩa khá tệ hại và hỗn tạp có danh pháp là Flacourtiaceae (họ Mùng quân). Trong thế kỷ 21, họ Flacourtiaceae chỉ còn được một ít các nhà phân loại học công nhận cũng như có định nghĩa hẹp hơn. Chi Dipentodon không có quan hệ họ hàng với Flacourtiaceae sensu stricto, một đơn vị phân loại tách biệt của họ Salicaceae. Các nghiên cứu phát sinh chủng loài ở cấp độ phân tử đã dẫn tới sự chấp nhận rộng rãi đối với họ Dipentodontaceae và vị trí của nó trong bộ Huerteales.